# 榎井站
榎井站（日语：／ Enai eki */?）是一個位於日本香川縣仲多度郡琴平町、屬於高松琴平電氣鐵道（琴電）琴平線的鐵路車站，車站編號為K20，屬無人車站。

## 車站結構
現時採用簡易車站模式運作，沒有站房，共設有2個出入口，但位置上卻不易找到，其中一個位於向琴平方向的月台末端，只提供梯級上落，並須通過1條狹窄的小路才能通往馬路；另1個出入口設於月台中央，為無障礙斜道，但須由旁邊的縣道4號走入通往民居的巷道才能到達。

### 月台配置
設有側式月台1個，長約75米，有效長度為4輛。月台的中央位置設有長約12米的有蓋候車亭，內設有候車長櫈、簡易式自助售票機、自動販賣機和對應出、入站的IC卡感應器，同時在向琴平方向的出口亦另設有1部出閘專用的IC卡感應器。
本站原來另設有1個側式月台，現時已棄用，相關的路軌亦早已移去，但從現時月台的中央位置對望仍可看見。
| 路線     | 方向 | 目的地       | 備註 |
| -------- | ---- | ------------ | ---- |
| ■ 琴平線 | 上行 | 高松築港方向 |      |
| ■ 琴平線 | 下行 | 琴電琴平方向 |      |

## 歷史
- 1927年3月15日：隨路線延長至琴平站時開業[1]。

## 使用狀況
| 1日上落人數推斷 | 1日上落人數推斷 |
| 年度            | 1日平均人數     |
| --------------- | --------------- |
| 2011            | 249             |
| 2012            | 263             |
| 2013            | 255             |
| 2014            | 235             |
| 2015            | 239             |
| 2016            | 244             |
| 2017            | 241             |
| 2018            | 249             |
| 2019            | 261             |
| 2020            | 187             |
| 2021            | 187             |
| 2022            | 257             |

## 相鄰車站
高松琴平電氣鐵道（琴電）
■琴平線
羽間 (K19) - 榎木 (K20) - 琴電琴平 (K21)

## 外部連結
- 高松琴平電鐵榎木站資訊 （页面存档备份，存于）（日語）